# Irene Ballester
Irene Ballester Buigues (Pedreguer (Alicante), 3 de enero de 1979) es una gestora cultural española especialista en estudios feministas en arte y género y activista social.

## Biografía
Es Doctora en Historia del Arte por la Universidad de Valencia en el año 2010 y realizó un máster universitario en Investigación Aplicada en Estudios Feministas, de Género y Ciudadanía en la Universidad Jaume I de Castellón en el año 2003. 
Como docente, ha impartido cursos y clases en la Universidad de Alicante, Universidad de Valencia, Espai d´Art Fotogràfic, Universidad Jaume I, Fundación Fiart o Centro de Estudios Casa Lamm. Además ha participado en diversos tribunales de máster y proyectos de investigación, congresos y conferencias y ha sido jurado en varios certámenes de la Universidad de Valencia y Alicante.
Recibió, entre otras, una beca de Investigación Doctoral otorgada por la Secretaría de Relaciones Exteriores de México y una Estancia de Investigación en el Instituto de Investigaciones Estéticas de la Universidad Nacional Autónoma de México.
Además ha sido revisora externa de las revistas Dossiers Feministes y Asparkía publicadas por la Universidad Jaume I de Castellón, de la revista Anagramas, Universidad de Medellín en Colombia, correctora externa de la revista Cultura y religión, Universidad Arturo Prat en Santiago de Chile y coordinadora de la sección Arte y feminismos en la plataforma de formación en línea Feminicidio.net.
Sus estudios se centran en mujeres artistas y en la representación del cuerpo de la mujer. Ha publicado un libro sobre la representación extrema del cuerpo de la mujer titulado El cuerpo abierto. Representaciones extremas de la mujer en el arte contemporáneo.
Ha sido directora en la Comunidad Valenciana del Festival Miradas de Mujeres de la asociación MAV en el año 2014.
Como activista social es la coordinadora de la plataforma web activista Acción Contra Violencia de Género (ACVG), miembro de Mujeres en las Artes Visuales MAV y de la Asociación Valenciana de Críticos de Arte (AVCA).

El 4 de abril de 2017 participó como ponente, junto a otras cinco mujeres, en el Parlamento Europeo analizando la visión estereotipada de la mujer en el mundo publicitario, abordaron desde su disciplina el panorama actual de la objetualización de la mujer en la publicidad y, además coincidieron en la necesidad de cambiar una situación «claramente denigrante» y una visión «manifiestamente irreal» de la mujer.
Según las palabras de Ballester en la Eurocámara, "Esa representación no digna de las mujeres es lo que queremos eliminar. Aparecer desde tiradas en el suelo, violentadas, totalmente pasivas".

## Proyectos curatoriales
Como comisaria, se puede destacar varios proyectos: 
- 2016: Donde germinan los silencios, Caja Rural de Teruel.[10]
- 2015: Desmontando poderes y silencios, Ayuntamiento de Fuenlabrada (Madrid).
- 2014: Pablo Bellot: arte en casa Bardín, Diputación de Alicante.
- 2014: Mujeres: territorios artísticos de resistencia, Centro Cultural La Nau, Universidad de Valencia.
- 2014: Imperium Virginis del Colectivo Art al Quadrat, exposición que forma parte del Festival Miradas de Mujeres, La Llotjeta, Valencia.
- 2014: Corporeidades feministas en España llevada a cabo en el Museo de Mujeres de Costa Rica.
- 2013-2014: Directora del Festival Miradas de Mujeres en la Comunidad Valenciana.
- 2012: In-Out House. Circuitos de género y violencia en la era tecnológica, Universidad Politécnica de Valencia, Ministerio de Economía y Competitividad. Valencia.
- 2012: Directora del Seminario Internacional y exposición Imágenes extremas de mujeres a través de la combatividad y de la resistencia, Centro Cultural Matadero de Madrid (España), Fundación Lydia Cacho (Madrid), Ministerio de Cultura. Adscrito a la I Edición del Festival Miradas de Mujeres.
- 2009-2010: Miembro del equipo curatorial del proyecto expositivo ENVOLTURA.OBRA CORAL. INTROITUS: género e identidad en la obra de mujeres artistas del Caribe colombiano, exposición patrocinada por la AECID-CFE de Cartagena de Indias (Colombia).

## Publicaciones
Entre sus publicaciones se puede destacar: 
Ballester Buigues, Irene: “No eres tú, es un nosotros”, MAKMA, enero de 2016
Ballester Buigues, Irene: “Diálogos de resistencia: artistas de España, México y Guatemala en la denuncia del feminicidio”, Feminicidio. El asesinato de mujeres por ser mujeres, Editorial Catarata, Madrid, 2015.
Ballester Buigues, Irene (coordinadora): Dos-cents anys a l´ombra de la duquessa d´Almodòvar, Edicions 96, Ajuntament de Xaló, Ajuntament de Gata de Gorgos, Ajuntament de LLíber, 2015. 
Ballester Buigues, Irene: “Las máscaras de Gillian Wearing”, M-arte y cultura visual, septiembre-octubre de 2015. 
Ballester Buigues, Irene: “¿Qué queremos? Igualdad y pluralidad”, MAKMA, abril de 2015.
Ballester Buigues, Irene: “Gossypium. Fotografías de Berena Álvarez”, M-arte y cultura visual con perspectiva de género, marzo de 2015.
Ballester Buigues, Irene: Gossypium, de Berena Álvarez, MAKMA, marzo de 2015.
Ballester Buigues, Irene: “En las fronteras del cuerpo: seducción, creatividad y dominio”, Dossiers Feministes n.º 18, Universitat Jaume I, Castelló, 2014.
Ballester Buigues, Irene: “Mujeres: territorios artísticos de resistencia”, M-arte y cultura visual con perspectiva de género.
Ballester Buigues, Irene: “Estudio de mancha negra. No sé qué pasa que lo veo todo negro”, Arte en la Casa Bardín, Instituto Alicantino de Cultura Juan Gil-lbert, Alicante, 2014. 
Ballester Buigues, Irene: “Clausura del Festival Miradas de Mujeres en la Comunidad Valenciana”, M-arte y cultura visual, abril de 2014.
Ballester Buigues, Irene: “Imperium Virginis”, M-arte y cultura visual, abril de 2014 ISSN: 2255-0992
Ballester Buigues, Irene: “Mulier, mulieris. Subvirtiendo (in)visibilidades y obediencias”, Museo de la Universidad de Alicante (MUA), Alicante, marzo de 2014.
Ballester Buigues, Irene: “Corporeidades feministas en España”, M-arte y cultura visual, enero de 2014.
Ballester Buigues, Irene: “Subvirtiendo silencios y otredades. Correcciones marginales II”, Vozal, n.º 3, Bogotá (Colombia), 2013
Ballester Buigues, Irene: “Inocencia. Sandra Paula Fernández, Ana Elena Pena, Rocío Verdejo”, M-arte y cultura visual, septiembre de 2013. 
Ballester Buigues, Irene: “Art al Quadrat: reflexionando sobre su identidad”, M-arte y cultura visual, julio de 2013.
Ballester Buigues, Irene: “Mujeres invisibles y resistencia”, M arte y cultura visual, julio de 2013.
Ballester Buigues, Irene: El cuerpo abierto: representaciones extremas de la mujer en el arte contemporáneo, editorial Trea, Instituto de la Mujer, Gijón, 2012.
Ballester Buigues, Irene: “Transgrediendo la norma: circuitos de género y resistencia tecnológica”, In-Out House. Circuitos de género y violencia en la era tecnológica, Universitat Politècnica de València, Ministerio de Economía y Competitividad, Valencia.
Ballester Buigues, Irene; Monleón Pradas, Mau: “Introducción”, API. Arte y Políticas de Identidad, vol. 6., Universidad de Murcia, Murcia, 2012.
Ballester Buigues, Irene: “Confluencias feministas entre arte y tecnología”, API. Arte y Políticas de Identidad, vol. 6, Universidad de Murcia, Murcia, 2012.
Ballester Buigues, Irene: “Metáforas extremas frente al dolor y desde el feminismo”,  Dossiers Feministes, n.º 16, Universitat Jaume I de Castelló, 2012. 
ISSN: 1139-1219 
Ballester Buigues, Irene: “Fricciones latinoamericanas: cuerpos de mujeres y acciones”, CBN. Revista de estética y arte contemporáneo, n.º 3, Castellón, 2011.
Ballester Buigues, Irene: “Desde el empoderamiento. Imágenes extremas contra al capitalismo patriarcal globalizador: combatividad y resistencia frente al feminicidio mexicano y la desterritorialización chicana”, API. Arte y políticas de identidad, Universidad de Murcia, Murcia, 2010.
Ballester Buigues, Irene: La Duquessa d´Almodòvar, vida d´una dona aristòcrata a la fi del segle XVIII[] Ajuntament de Xaló, Institut d´estudis comarcals de la Marina Aa, 2007.